# Jacqueline Vaudecrane
Jacqueline Vaudecrane (22 de noviembre de 1913 – 27 de febrero de 2018) fue una patinadora artística francesa. Acabó primera en el Campeonato de patinaje artístico de Francia en 1937 y 1938. Celebró los cien años en 2013 y murió en febrero de 2018 a los 104 años.

## Carrera
Jacqueline Vaudecrane fue una de las patinadoras artísticas francesas más destacadas de la década de 1930, conocida por su elegancia y técnica. Tras retirarse del patinaje de competición, se convirtió en una entrenadora muy respetada, mentora de generaciones de patinadores artísticos en Francia. entre sus pupilos, hubo campeones mundiales de la talla de Jacqueline du Bief, Alain Giletti y Alain Calmat y los medallistas olímpicos Patrick Péra y Didier Gailhaguet, que posteriormente se convirtió en el presidente de la Federación francesa de deportes de hielo.
Vaudecrane desempeñó un papel clave en el desarrollo del patinaje artístico en Francia, entrenando a competidores nacionales e internacionales. Su influencia trascendió el país, participando en la formación de patinadores de diversos niveles y formando a las futuras generaciones de atletas.